# Наша жизнь с точки зрения деревьев
«Наша жизнь с точки зрения деревьев» — сборник неизданных песен группы «Аквариум», составленный из записей 1986—1991 годов. Вышел в 2010 году. Диск, как и многие предыдущие работы группы, был выложен на сайт «Круги», а 60 % от собранных средств пошли в фонд «Справедливая помощь» для пострадавших от лесных пожаров. Композиция «Мир, как мы его знали» отсылается к песне «It’s the End of the World as We Know It (And I Feel Fine)» американской рок-группы R.E.M.

## История
Летом 1987-го мне посчастливилось прожить в тогда ещё нетронутой цивилизацией деревне на Валдае. Я гулял по пророческим холмам, резал по дереву и, сидя на солнышке у избы, играл на гитаре.
В этой идиллии — совершенно неожиданно для меня самого — начали писаться песни, совсем не похожие на то, что Аквариум играл в предыдущие несколько лет (я имею в виду музыку, вошедшую на «День Серебра», «Дети Декабря» и «Равноденствие»).
Новые песни явно складывались в новый альбом, но записывать его было негде: студии Андрея Тропилло более не существовало, а общаться с фирмой «Мелодия» после записи «Равноденствия» не хотелось. К тому же наступили новые времена, Аквариум обрел героический статус, и нас разрывали на части — искать возможности записи было просто некогда. Поэтому песни, написанные на Валдае и после него, остались без пристанища; некоторые до сих пор играются на концертах, некоторые не исполнялись с тех самых пор.
Сегодня у нас есть возможность сложить незаписанный тогда альбом — частично из концертных записей, частично — из записей, сделанных чуть позже в студии ДК Связи и на Мосфильме.
Спасибо всем, благодаря кому эти песни появились на свет, были записаны и существуют по сей день. И слава Богу!
— Борис Гребенщиков, 2010

## Список композиций
1. Капитан Воронин (6:44)
2. Генерал Скобелев (4:29)
3. Мальчик (7:06)
4. Серые камни на зелёной траве (3:01)
5. Когда пройдет боль (3:47)
6. Нами торгуют (2:09)
7. Меня зовут Смерть (1:55)
8. Трудовая пчела (6:14)
9. Охота на единорогов (3:25)
10. Мир, как мы его знали (5:49)

Большинство песен с данного сборника ранее выходили на других альбомах группы. Песня «Капитан Воронин» выходила в других вариантах на пластинках «Черная роза — эмблема печали, красная роза — эмблема любви» и «Письма капитана Воронина». Песня «Генерал Скобелев» в другом варианте выходила на концертном альбоме «Письма капитана Воронина». Песня «Меня зовут Смерть» в другом варианте выходила на сборнике "История аквариума том 4 «Библиотека Вавилона». Песня «Охота на единорогов» в другом варианте выходила на концертном альбоме «Аквариум на Таганке» и в том же варианте на сборнике «История „Аквариума“ том 3. Архив». Песня «Когда пройдет боль» выходила в другом варианте на концертном альбоме «Письма капитана Воронина» и в том же варианте на сборнике «История „Аквариума“ том 3. Архив». Песни «Серые камни на зелёной траве», «Трудовая пчела» в том же варианте выходили на сборнике «История „Аквариума“ том 3. Архив», песня «Мальчик» выходила на сборнике «Кунсткамера».

## Участники записи
- Борис Гребенщиков — голос, гитара
- Александр Титов — бас
- Андрей Романов — флейта, голос, клавиши
- Андрей Решетин — скрипка
- Всеволод Гаккель — виолончель, голос
- Александр Ляпин — электрическая гитара
- Михаил Файнштейн — percussion
- Петр Трощенков — ударные
- Иван Воропаев — альт
- Сергей Щураков — аккордеон (5)
- Песня «Охота На Единорогов» записана с оркестром Равиля Мартынова, аранжировка — Леонид Десятников
- Студийные записи — О. Гончаров, В. Егоров, В. Венгеровский (Мир КМЕЗ)
- Концертный звук — Слава Егоров
- Концертные записи — Алексей Ипатовцев и неизвестные бодхисаттвы
- Восстановление — Борис Рубекин
- Мастеринг — Андрей Субботин
- Оформление альбома — БГ / В. Забавский
- Фотографии — А. Усов, Н. Васильева, Д. Конрадт и другие неизвестные нам, но прекрасные мастера фотоаппарата.